# Argentina Open 2019 - Qualificazioni singolare
Le qualificazioni del singolare dell'Argentina Open 2019 sono state un torneo di tennis preliminare per accedere alla fase finale della manifestazione. I vincitori dell'ultimo turno sono entrati di diritto nel tabellone principale. In caso di ritiro di uno o più giocatori aventi diritto a questi sono subentrati i lucky loser, ossia i giocatori che hanno perso nell'ultimo turno ma che avevano una classifica più alta rispetto agli altri partecipanti che avevano comunque perso nel turno finale.

## Teste di serie
1. Cameron Norrie (ultimo turno)
2. Thiago Monteiro (primo turno)
3. Lorenzo Sonego (qualificato)
4. Elias Ymer (ultimo turno)

1. Hugo Dellien (ultimo turno)
2. Marco Trungelliti (primo turno)
3. Casper Ruud (primo turno)
4. Carlos Berlocq (primo turno)

## Qualificati
1. Rogério Dutra Silva
2. Facundo Bagnis

1. Lorenzo Sonego
2. Marcelo Arévalo

## Tabellone

### Legenda
| - Q = Qualificato - WC = Wild card - LL = Lucky loser | - ALT = Alternate - SE = Special Exempt - PR = Protected Ranking | - w/o = Walkover - r = Ritirato - d = Squalificato |

### Sezione 1
|  | Primo turno | Primo turno         | Primo turno | Primo turno | Primo turno |  |  | Ultimo turno | Ultimo turno        | Ultimo turno | Ultimo turno | Ultimo turno |  |
|  |             |                     |             |             |             |  |  |              |                     |              |              |              |  |
|  | 1           | Cameron Norrie      | 6           | 4           | 7           |  |  |              |                     |              |              |              |  |
|  |             | Andrej Martin       | 4           | 6           | 5           |  |  | 1            | Cameron Norrie      | 7            | 6(3)         | 2            |  |
|  |             | Rogério Dutra Silva | 6           | 3           | 6           |  |  |              | Rogério Dutra Silva | 6(6)         | 7            | 6            |  |
|  | 7           | Casper Ruud         | 2           | 6           | 4           |  |  |              |                     |              |              |              |  |

### Sezione 2
|  | Primo turno | Primo turno          | Primo turno          | Primo turno | Primo turno |  |  | Ultimo turno | Ultimo turno   | Ultimo turno   | Ultimo turno | Ultimo turno |  |
|  |             |                      |                      |             |             |  |  |              |                |                |              |              |  |
|  | 2           | Thiago Monteiro      | 7                    | 4           | 4           |  |  |              |                |                |              |              |  |
|  |             | Facundo Bagnis       | 6(8)                 | 6           | 6           |  |  |              | Facundo Bagnis | Facundo Bagnis | 7            | 6            |  |
|  | WC          | Juan Bautista Otegui | Juan Bautista Otegui | 2           | 2           |  |  | 5            | Hugo Dellien   | Hugo Dellien   | 6(5)         | 2            |  |
|  | 5           | Hugo Dellien         | Hugo Dellien         | 6           | 6           |  |  |              |                |                |              |              |  |

### Sezione 3
|  | Primo turno | Primo turno          | Primo turno          | Primo turno | Primo turno |  |  | Ultimo turno | Ultimo turno         | Ultimo turno | Ultimo turno | Ultimo turno |  |
|  |             |                      |                      |             |             |  |  |              |                      |              |              |              |  |
|  | 3           | Lorenzo Sonego       | Lorenzo Sonego       | 6           | 7           |  |  |              |                      |              |              |              |  |
|  |             | Federico Gaio        | Federico Gaio        | 4           | 5           |  |  | 3            | Lorenzo Sonego       | 6            | 3            |              |  |
|  |             | Alessandro Giannessi | Alessandro Giannessi | 6           | 6           |  |  |              | Alessandro Giannessi | 4            | 3            | r            |  |
|  | 6           | Marco Trungelliti    | Marco Trungelliti    | 4           | 1           |  |  |              |                      |              |              |              |  |

### Sezione 4
|  | Primo turno | Primo turno         | Primo turno     | Primo turno | Primo turno |  |  | Ultimo turno | Ultimo turno    | Ultimo turno | Ultimo turno | Ultimo turno |  |
|  |             |                     |                 |             |             |  |  |              |                 |              |              |              |  |
|  | 4           | Elias Ymer          | 3               | 6           | 7           |  |  |              |                 |              |              |              |  |
|  | WC          | Juan Pablo Ficovich | 6               | 4           | 5           |  |  | 4            | Elias Ymer      | 4            | 6            | 4            |  |
|  |             | Marcelo Arévalo     | Marcelo Arévalo | 6           | 6           |  |  |              | Marcelo Arévalo | 6            | 1            | 6            |  |
|  | 8           | Carlos Berlocq      | Carlos Berlocq  | 4           | 3           |  |  |              |                 |              |              |              |  |